# Chromarcyidae
De Chromarcyidae vormen een familie van haften (Ephemeroptera).

## Geslachten
De familie Chromarcyidae omvat slechts het volgende geslacht:
- Chromarcys Navás, 1932